# Celama irrorata
Celama irrorata är en fjärilsart som beskrevs av Rothschild 1916. Celama irrorata ingår i släktet Celama och familjen trågspinnare. Inga underarter finns listade i Catalogue of Life.